# Said Atabekov
Said Atabekov (Bez Terek (Tasjkent), 1965) is een Oezbeeks kunstenaar in installatie-, performance- en videokunst, en fotograaf. 

## Levensloop
Atabekov studeerde af aan de kunstacademie van Şımkent in Kazachstan. Hij bleef in deze stad om aankomend talent te onderwijzen en tentoonstellingen van hun werk te organiseren.
Gebruikmakend van de uitbreiding van de vrijheid in de Sovjet-Unie met de opkomst van de perestrojka, richtte hij hier het collectief Red Tractor op waarin hij experimenteerde met internationaal modernisme.
In de loop van de geschiedenis heeft zijn regio onder invloed gestaan van vier sterke, geregeld conflicteren ideologieën: nomadisch pantheïsme, islam, Russische invloed en westers kapitalisme. De diepere paradoxen ervan zijn telkens terug te zien in het werk van Atebekov, zoals uit de tijd van Dzjengis Khan, tijdens het communisme en in de tijd van na het uiteenvallen van de Sovjet-Unie.
In 2011 werd Atabekov onderscheiden met een Prins Claus Prijs.

## Werk (selectie)
- 2004: Ifa Galerie, Berlijn, Vom roten Stern zur blauen Kuppel
- 2005: Ifa Galerie, Stuttgart, Vom roten Stern zur blauen Kuppel
- 2005: 51e Biënnale van Venetië, The Experience of Art
- 2007: Kiasma Museum van Hedendaagse Kunst, Helsinki, Time of the Storytellers
- 2007: Biënnale van Montréal
- 2008: Yerba Buena Center for the Arts, San Francisco, Tracing Roads Through Central Asia
- 2008: Winkleman Gallery, New York I Dream of the Stans: New Central Asian Video
- 2008: ArteEast, Bisjkek, Boom Boom - 4th Bishkek International Exhibition of Contemporary Art
- 2009: Kunsthalle Exnergasse, Wenen, Changing Climate
- 2009: Musée du Quai Branly, Parijs, Photoquai
- 2011: Museum van Hedendaagse Kunst Antwerpen, Antwerpen, Collection XXVII - East from 4°24' MuHKA
- 2011: 54e Biënnale van Venetië, landenpaviljoen
- 2011: New Museum of Contemporary Art, New York, Ostalgia
- 2011: 42 Fotofestival Mannheim-Ludwigshafen-Heidelberg The eye is a lonely hunter: images of humankind
- 2011: Calvert22, Londen, Between Heaven and Earth: Contemporary Art from the Centre of Asia